# 托马斯·鲁道夫
托马斯·鲁道夫（德語：Thomas Rudolph，1970年6月15日—），德国男子雪橇运动员。他曾代表德国参加1992年冬季奥林匹克运动会雪橇比赛，联同伊夫·曼克尔获得双人项目银牌。